# Friedrich Gottlieb Bartling

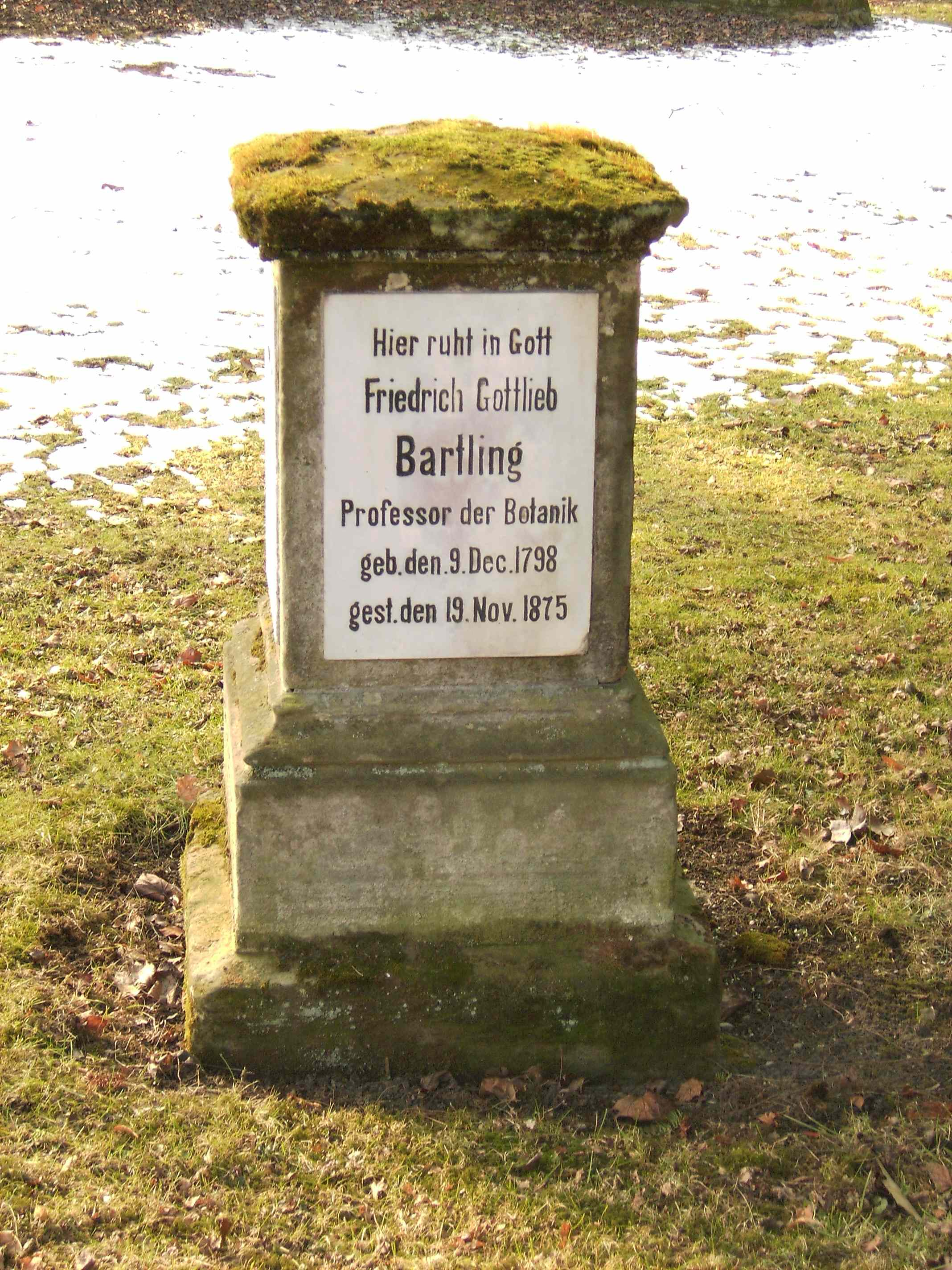
Tumba de Friedrich Gottlieb Bartling, em Göttingen

Friedrich Gottlieb Bartling (Hanôver, 9 de dezembro de 1798 – Hanôver, 20 de novembro de 1875) foi um botânico e explorador alemão.
Estudou história natural na Universidade de Göttingen.
Visitou em 1818 a Hungria e a Croácia para explorações botânicas.
Em 1822 assumiu a função de privatdozent, em 1836 como professor e em 1837 como diretor do Jardim botânico de Göttingen.

## Obras
- De litoribus ac insulis maris Liburnici (1820)
- Ordines naturales plantarum (1830)
- Flora der österreichischen Küstenländer (1825)
- Com Georg Ernst Ludwig Hampe (1795-1880) Vegetabilia cellularia in Germania septentrionale praesertim in Hercynia et in agro Gottingensi (1834 e 1836).

## Homenagens
Em sua honra foi nomeado o gênero Bartlingia Brongn. 1827 da familia Fabaceae.